# Mebendazol
Mebendazolul este un antihelmintic cu spectru larg, derivat de benzimidazol. Este activ pe următorii paraziți: Enterobius vermicularis (oxiurază), Trichuris trichiura (tricocefaloză), Ascaris lumbricoides (ascaridioză), Ankylostoma duodenale (anchilostomiază), Necator americanus (necatoriază), Capillaria (capilariază), Echinococcus (echinococoză), Giardia lamblia (giardioză), Mansonella perstans (filarioză  cu Mansonella perstans), Strongyloides stercoralis (strongiloidoză), Syngamus (singamoză), Toxocara (toxocariază), Trichinella (trichineloză). Inhibă ireversibil procesul de captare a glucozei, scade cantitatea de glicogen, fapt ce împiedică formarea de ATP, cu degenerarea citotoxică a microtubulilor.
Este autorizat în România de către Agenția Naționala a Medicamentului și a Dispozitivelor Medicale (ANMDM) sub denumirile comerciale:
- PERMAZOLE 100mg/5mg, SUSPENSIE ORALĂ, produs de E.I.P.I.CO. MED S.R.L.
- THELMOX 100 mg, COMPRIMATE MASTICABILE, produs de REMEDICA LTD.
- VERMOX 100 mg, COMPRIMATE, produs de JANSSEN PHARMACEUTICA NV

## Cod ATC
Cod ATC: P02CA01